# خربه روحا
خربه روحا (به عربی: خربة روحه) یک منطقهٔ مسکونی در لبنان است که در شهرستان راشیا واقع شده‌است.